# Colorado Crush
Colorado Crush – drużyna halowego futbolu amerykańskiego z siedzibą w mieście Denver w stanie Kolorado. Została założona w 2003 roku i występuje w zawodowej lidze Arena Football League. Największym osiągnięciem zespołu jest zdobycie mistrzostwa ligi AFL w 2005 roku.